# William Brewster
William Brewster, född på 1560-talet (1560 eller 1566) i Scrooby, Nottinghamshire eller Doncaster, Yorkshire, England, död 10 april 1644 i Duxbury, Plymouthkolonin, Brittiska Amerika, var en engelsk predikant och nybyggare.
Han var den egentlige ledaren för en grupp omvälvande engelska puritaner, som 1607-1608 slog sig ned i Leiden i Nederländerna. Tillsammans med ett antal av dessa, de så kallade pilgrimfäderna, for Brewster 1620 till Amerika, där nybyggarsamhället Plymouth grundades. Brewster intog här en framskjuten ställning och spelade inte bara en viktig roll i Plymouths historia, utan hade även inflytande på organiseringen av det kyrkliga livet i den senare, mer betydelsefulla besittinigen Massachusetts.